# Daniela Bohde
Daniela Bohde (* 1964) ist eine deutsche Kunsthistorikerin und Inhaberin des Lehrstuhls für Kunstgeschichte der Vormoderne an der Universität Stuttgart.

## Leben
Daniela Bohde studierte von 1984 bis 1993 Kunstgeschichte, Neuere deutsche Literatur, Philosophie und Sozial- und Wirtschaftsgeschichte an der Universität Hamburg. 1999 wurde sie dort mit dem Thema Haut, Fleisch und Farbe – Körperlichkeit und Materialität in den Gemälden Tizians promoviert. Anschließend absolvierte sie ein Post-Doc-Stipendium am Frankfurter Graduiertenkolleg Psychische Energien bildender Kunst. Von 2001 bis 2008 arbeitete sie als Assistentin am Kunstgeschichtlichen Institut der Johann Wolfgang Goethe-Universität in Frankfurt am Main, anschließend ging sie als Stipendiatin an das Kunsthistorische Institut nach Florenz (ein Institut der Max-Planck-Gesellschaft). 2009 habilitierte sie sich in Frankfurt zum Thema Kunstgeschichte als physiognomische Wissenschaft – Eine Denkfigur in der deutschsprachigen kunsthistorischen Literatur zwischen 1920 und 1950. Von 2010 bis 2011 war sie als Samuel H. Kress Senior Fellow am Center for Advanced Study in the Visual Arts (CASVA) an der National Gallery of Art in Washington tätig.
Zwischen 2011 und 2015 arbeitete sie als Vertretungsprofessorin an der Universität Basel, der Philipps-Universität Marburg und der Ludwig-Maximilians-Universität München.
2015 erhielt Daniela Bohde das Heisenberg-Stipendium, das sie aber wegen des Rufs an die Universität Stuttgart nicht antrat, sowie Sachbeihilfe-Mittel der DFG. Seitdem leitet sie das Kunsthistorische Institut der Universität Stuttgart.

## Fachgebiet
Schwerpunkte ihrer Forschung sind die Kunst des Spätmittelalters und der Frühen Neuzeit in Deutschland und  Italien. Zudem hat sie im Bereich der Körper- und Gendergeschichte geforscht. Ein weiterer Schwerpunkt ist die Methodengeschichte der Kunstgeschichte, insbesondere in der Zeit des Nationalsozialismus.

## Mitgliedschaften
Daniela Bohde ist Mitglied im wissenschaftlichen Beirat des Deutschen Studienzentrums in Venedig, im wissenschaftlichen Beirat des Journal of Art History, im Stuttgart Research Centre for Text Studies und im AcademiaNet.

## Publikationen (Auswahl)

### Bücher
- mit Alessandro Nova (Hrsg.): Jenseits des disegno: die Entstehung selbständiger Zeichnungen in Deutschland und Italien im 15. und 16. Jahrhundert. Petersberg 2018, ISBN 978-3-7319-0459-5.
- Räume der Passion. Raumvisionen, Erinnerungsorte und Topographien des Leidens Christi in Mittelalter und Früher Neuzeit. In: Daniela Bohde und Hans Aurenhammer (Hrsg.): Vestigia Bibliae - Jahrbuch des Deutschen Bibel-Archivs Hamburg. Band 32/33. Bern 2015, ISBN 978-3-0343-1535-7.
- Kunstgeschichte als physiognomische Wissenschaft – Kritik einer Denkfigur der 1920er bis 1940er Jahre. Berlin 2012, ISBN 978-3-05-005558-9.[3]
- mit Mechthild Fend (Hrsg.): Weder Haut noch Fleisch. Das Inkarnat in der Kunstgeschichte. Berlin 2007, ISBN 978-3-7861-2545-7.
- Haut, Fleisch und Farbe – Körperlichkeit und Materialität in den Gemälden Tizians. Emsdetten/Berlin 2002, ISBN 3-9805644-9-5.

### Aufsätze
- Mary Magdalene at the Foot of the Cross: Iconography and the Semantics of Place. In: Mitteilungen des Kunsthistorischen Institutes in Florenz. Band LXI, Nr. 1, 2019, S. 2–43.
- Der Topos der ‚expressiven Linie‘ und die zeichnerischen Strategien von Wolf Huber und Albrecht Altdorfer. In: Jiří Fajt und Susanne Jaeger (Hrsg.): Das Expressive in der Kunst 1500–1550. Albrecht Altdorfer und seine Zeitgenossen. Berlin 2018, ISBN 978-3-422-07303-6, S. 25–41.
- mit Alessandro Nova: Selbstständige Zeichnungen. Begriffe, Funktionen, Perspektiven. In: Alessandro Nova und Daniela Bohde (Hrsg.): Jenseits des disegno. Die Entstehung selbstständiger Zeichnungen in Deutschland und Italien im 15. und 16. Jahrhundert. Petersberg 2018, ISBN 978-3-7319-0459-5, S. 8–29.
- Die künstlerische Handschrift als Ausdruck des Charakters? Die scheinbare Kontinuität eines Topos‘: Giorgio Vasaris maniera – Roger de Piles’ caractères – Wilhelm Fraengers Formpsychogramme. In: Fabian Jonietz und Alessandro Nova (Hrsg.): Vasari als Paradigma. Rezeption, Kritik, Perspektiven / The Paradigm of Vasari. Reception, Criticism, Perspectives. Venedig 2016, ISBN 978-88-317-2661-0, S. 67–78.
- mit Hans Aurenhammer: Die Räume der Passion – eine übersehene Dimension? In: Daniela Bohde und Hans Aurenhammer (Hrsg.): Räume der Passion. Raumvisionen, Erinnerungsorte und Topographien des Leidens Christi in Mittelalter und Früher Neuzeit. Bern 2015, ISBN 978-3-0343-1535-7, S. 1–9.
- Blickräume – Der Raum des Betrachters in Passionsdarstellungen von Schongauer, Baldung und Altdorfer. In: Daniela Bohde und Hans Aurenhammer (Hrsg.): Räume der Passion. Raumvisionen, Erinnerungsorte und Topographien des Leidens Christi in Mittelalter und Früher Neuzeit. Bern 2015, ISBN 978-3-0343-1535-7, S. 377–411.
- Die Physiognomik Johann Caspar Lavaters oder der Versuch das Unsichtbare sichtbar zu machen. In: Jürgen Kaufmann, Martin Kirves und Dirk Uhlmann (Hrsg.): Sichtbarkeit und Unsichtbarkeit um 1800. Visualität in Wissenschaft, Literatur und Kunst um 1800. Paderborn 2014, ISBN 978-3-7705-5647-2, S. 159–183.
- Politische Ikonologie im Nationalsozialismus: Von Hubert Schrade zu Reinhart Koselleck. In: Hubert Locher und Adriana Markantonatos (Hrsg.): Reinhart Koselleck und die politische Ikonologie. Berlin 2013, ISBN 978-3-422-07161-2, S. 210–227.
- Drawing as an Expression of the Artist? Reflections on the Status and Function of Sixteenth-Century German Drawings. In: G. Ulrich Großmann und Petra Krutisch (Hrsg.): The challenge of the object: 33rd congress of the International Committee of the History of Art, 2012 Germanisches Nationalmuseum Nürnberg. Band 3. Nürnberg 2013, S. 1041–1045.
- The Physiognomics of Architecture – Heinrich Wölfflin, Hans Sedlmayr and Paul Schultze-Naumburg. In: Daniel Adler und Mitchell Frank (Hrsg.): German Art History and Scientific Thought - Beyond Formalism. Farnham (Ashgate) 2012, ISBN 978-1-4094-4023-9, S. 117–140.
- Schräge Blicke – exzentrische Kompositionen: Kreuzigungen und Beweinungen in der altdeutschen Malerei und Graphik. In: Zeitschrift für Kunstgeschichte. Band 75, Nr. 2, 2012, S. 193–222.
- Physiognomische Denkfiguren in Kunstgeschichte und visuellen Wissenschaften - Lavater und die Folgen. In: Zeitschrift für Ästhetik und allgemeine Kunstwissenschaft. Band 56, Nr. 1, 2011, S. 89–121.
- Pieter Bruegels Macchia und Hans Sedlmayrs physiognomisches Sehen –Psychologische Interpretationsmodelle von Hans Sedlmayr. In: Wiener Jahrbuch für Kunstgeschichte. Band 57, 2008, S. 239–262.
- Kulturhistorische und ikonographische Ansätze in der Kunstgeschichte im Nationalsozialismus. In: Ruth Heftrig, Olaf Peters und Barbara Schellewald (Hrsg.): Kunstgeschichte im „Dritten Reich“. Theorien, Methoden, Praktiken. Berlin 2008, ISBN 978-3-05-004448-4, S. 189–204.
- Light, colour and the body in Titian’s S. Salvador Annunciation and Naples Danae. In: Joanna Woods Marsden (Hrsg.): Titian: Materiality, istoria, portraits. Turnhout 2007, ISBN 978-2-503-51839-8, S. 19–28.
- Gestalt. In: Tristan Weddigen (Hrsg.): Mythen der Kunstwissenschaft – Art Historical Mythologies. Marburg 2007, S. 67–72.
- Das verspätete Retabel – Überlegungen zur Funktion von Fresken und Tafelbildern in San Francesco in Assis. In: Nicole Hegener, Claudia Lichte und Bettina Marten (Hrsg.): Curiosa Poliphili – Festgabe für Horst Bredekamp. Leipzig 2007, ISBN 978-3-86502-162-5, S. 139–147.
- Tizians „Schindung des Marsyas“: die Metaphorisierung eines Gewaltaktes. In: Ursula Renner und Manfred Schneider (Hrsg.): Häutung – Lesarten des Marsyas-Mythos. München 2006, ISBN 3-7705-4014-X, S. 134–160.
- Pellis Memoriae Peccatorum: Die Moralisierung der Haut in Frontispizen und Anatomietheatern der Niederlande im 17. Jahrhundert – ein blinder Fleck in der Medizingeschichte nach 1945. In: Albert Schirrmeister (Hrsg.): Zergliederungen: Anatomie und Wahrnehmung in der Frühen Neuzeit (Zeitsprünge 9,1). Frankfurt 2005, ISBN 3-465-03383-3, S. 327–358.
- Der hl. Sebastian – Ein Heiliger der Sodomiten? In: Mechthild Fend und Marianne Koos (Hrsg.): Männlichkeit im Blick – Visuelle Inszenierungen in der Kunst seit der Frühen Neuzeit. Böhlau, Köln/Weimar/Wien 2004, ISBN 3-412-07204-4, S. 79–98.
- Abgeschunden, gegerbt und beschriftet – die menschliche Haut als mahnendes Schaustück in der niederländischen Anatomietradition. In: Ulrike Zeuch (Hrsg.): Haut: zwischen 1500 und 1800. Verborgen im Buch, verborgen im Körper. Wiesbaden 2003, ISBN 3-447-04829-8, S. 130–137.
- Der Schatten des disegno – Benvenuto Cellinis Siegelentwürfe und Tizians Zweifel. In: Alessandro Nova und Anna Schreurs-Moret (Hrsg.): Benvenuto Cellini – Kunst und Kunsttheorie im 16. Jahrhundert. Böhlau, Köln/Weimar/Wien 2003, ISBN 3-412-11002-7, S. 99–122.
- Skin and the Search for the Interior: The Representation of Flaying in the Art and Anatomy of the Cinquecento. In: Florike Egmond und Robert Zwijnenberg (Hrsg.): Bodily Extremities. Studies in Early European Cultural History. Aldershot 2003, S. 10–48.
- Titian’s Three-Altar-Project in the Venetian Church of San Salvador: Strategies of Self-Representation by Members of the Scuola Grande di San Rocco. In: Renaissance Studies. Band 15, 2001, S. 450–472.
- mit Katja Gutbrod: Perspektive als Sprache der Raum- und Objektbeziehungen. Überlegungen zur Perspektive van Goghs. In: kritische berichte. Band 18, 1990, S. 37–48.